# لباس عصري
اللباس العصري عبارة عامية عن اللباس المستورد، خلاف اللباس التقليدي أي المحلي. ويسمى اللباس الأوروبي الأصل بالصينية ين فو واليابانية يو فوكو والكورية ين بك (洋服 أي اللباس الأجنبي).

## ألبسة عصرية
- البذلة
- السراويل
- الفستان

## ضروب الثياب

### اللباس
واللباس في العامية هو الذي يرتدي فاخر اللباس والملبس كالمرسل المشرف على ملابس السلطان كذا في المستدرك.

### الكساء
الكساء معروف واسم لرداء صوفي يرتديه البدو ويصلح لأغراض كثيرة وقطعة كبيرة من القماش من القطن وأما أهل الكساء هم أولاد النبي وابنتاه لأنه كان يدثرهم جميعا بردائه الكبير، على ما في المستدرك.

### الرداء
الرداء الملحفة للنساء واسم لثوب يستر الرأس والقامة لدى الإنسان.

### الهندام
الهندام مرادف للباس، على ما في كتاب دهخدا معرب اندام بالفارسي أي البدن والصورة. وهي لغة معروفة في مصر. والهدم الثوب الخلق المرقع وقيل هو الكساء الذي ضوعف رقاعه.

### الجبة
الجبة ضرب من الثياب لبسها الرجال منذ ظهور الإسلام في مكة منها البيضاء ومنها الملونة ومن أنواعها الشامية الواسعة الأكمام وبعضها بدون أكام أو قصيرة الأكمام.

### الرازقية والقبطية
من الثياب التي لبستها نساء مكة الرازقية وهي من كتان أو قطن امتازت برقتها ونعومتها ولونها الأبيض الذي قد تخالطه زرقة. ومنها القبطية وهي من الكتان الأبيض رقيقة شفافة لذلك يلبسنها تحت غلالة. وكان عمر بن الخطاب ينهى النساء عن لبس القباطي ويقول فإنه إن لم يشف فإنه يصف. ولكن القبطية استمرت معروفة في مكة فترة طويلة.

### الخمار
ذهبت المؤرخة إلهام البابطين إلى أن لباس الخمار في مكة وكان قاصرا على الحرائر من النساء دون الإماء وأوردت الروايات أن الخليفة عمر بن الخطاب ضرب مرة إحدى الإماء عندما رأى الخمار عليها حتى نزعته.

### الشملة
الشملة كساء يلف حول الجسد وقال ابن السكيت وهي شقة من الثياب ذات خمل يترشح بها ويتلفع وكساء من صوف أو شعر يتغطى به ويتلفف به، كذا في المستدرك. وقال صاحب المجموع المغيث، في الحديث ولا تشتمل اشتمال اليهود قيل هو أن يجلل بدنه الثوب ويسبله من غير أن يشيل طرفه وفي الحديث لا يضر أحدكم إذا صلى في بيته شملا قيل أي في ثوبٍ واحدٍ يشمله والسين المهملة لغة فيه.

### البرنس
ارتدى المسلمون الأوائل البرنس، ونهي عن لبسه في الإحرام، وكره بعض العلماء لبسه على اعتبار أنه كان من لباس النصارى.

## طالع المزيد
- الموضة
- الحايك